# Liste von Popfestivals
Dies ist eine Liste von Popfestivals:
- Monterey Pop Festival, 1967, Kalifornien
- Newport Pop Festival, 1968, Kalifornien
- Miami Pop Festival, 1968, Florida
- Los Angeles Pop Festival, 1968
- San Francisco International Pop Festival, 1968
- Denver Pop Festival, 1969
- Laurel Pop Festival, 1969, Maryland
- Atlantic City Pop Festival, 1969
- Atlanta International Pop Festival (1969)
- Atlanta International Pop Festival (1970)
- Open Air Pop-Festival Aachen, 1970
- Haldern Pop Festival, seit 1984, Haldern am Niederrhein
- New Pop Festival, seit 1998, Baden-Baden